# メーファールアン大学
メーファールアン大学（英語：Mae Fah Luang University;略称：MFU）は、タイ王国チェンライ県にある政府管轄の高等教育機関。地元に大学を設立したいというチェンライ県民の要望を受けて、1998年9月25日に設立された。
学術の評価は非常に高く、2020年にはタイムズ・ハイアー・エデュケーションのタイ国内大学ランキングで1位にランクされた。2005 年には、タイ国内、そしてアジア内で最も美しい大学にも選ばれた。
同大学では、ほとんどのコースで英語を主な教授言語としており、幅広い分野で英語を母国語とする講師が多数在籍している。メーファールアン大学は比較的新しい大学であり、今日の世界に関連した現代的なコースを提供できるという利点があります。
中華人民共和国はタイへの贈り物としてキャンパス内にシリントーン中国語文化センターを建設し、中国語プログラムと中国語の教科書を備えたコンピューターを設置。センターは中庭、庭園、池を備えた伝統的な中国の家を模して建てられており、孔子学院も設置された。2012年から2013年の学年度には、1万人を超える学生が大学に在籍。

## 歴史
メーファールアン大学 (MFU) は、タイ王国政府の支援を受け、1998年に王室勅許のもと、自治公立大学として設立された。この大学は、タイ北部の人々のニーズに応え、国民から「メーファールアン」と呼ばれた国王の母、シュリーナガリンドラ女王の貢献を記念して設立。1998年に64人の学生で始まった MFU は、現在では15,000人弱の学生が在籍するタイで最も急速に成長している高等教育機関となっている。

## 学術
メーファールアン大学では、英語を教育手段として使用しています。メーファールアン大学は、15学部すべてを管理し、38の学部専攻、25の大学院学位、15の専門学位を提供しています。
大学には、中庭、池、東屋を備えた伝統的な中国庭園建築のスタイルをとったシリントーン中国語文化センターがあります。このセンターは中国からの寄贈で、タイと中国の文化交流におけるシリントーン王女の功績をたたえて、彼女の名が付けられました。センターには孔子学院があり、大学生と一般の人々に中国語の指導を行っています。孔子学院は厦門大学と提携して運営されています。